# ایوان آوانسیان
ایوان خورنی آوانسیان (ارمنی: Իվան Խորենի Ավանեսյան؛ زادهٔ ۱۲ مهٔ ۱۹۶۸) یک سیاستمدار، فرد نظامی و دامپزشک اهل ارمنستان است که از مه ۲۰۱۵ تاریخ تا تاریخ مارس ۲۰۲۰ سمت نمایندگی دوره‎‌های چهارم تا ششم مجلس ملی جمهوری آرتساخ را برعهده داشت.

## زندگی‌نامه
در ۱۲ مهٔ ۱۹۶۸ ‏در بانادزور به دنیا آمد . وی همچنین برنده مدال مارشال باقرامیان شده است.